# ロンド・クラコヴィアク
ロンド・クラコヴィアク、正式には「演奏会用大ロンド『クラコヴィアク』」（Krakowiak, Grand Rondeau de concert）ヘ長調 作品14は、フレデリック・ショパンが作曲した楽曲。完成は1828年。出版は1834年。作曲者の数少ないピアノと管弦楽のための作品の一つ。クラコヴィアクとは2拍子を取り、シンコペーションや弱拍のアクセントを特徴とするポーランドの古都クラクフの伝統的な民俗舞踊である。アダム・イェジー・チャルトリスキ侯爵夫人アンナに献呈されている。
初演は1829年8月18日にウィーンで、作曲者のピアノ独奏により行われた。本来は8月11日に行う予定だったが、オーケストラ団員がショパンの楽譜の休符の書き方に難癖を付けるなどの嫌がらせをしたために延期された。同日には『ラ・チ・ダレム変奏曲』作品2も演奏されている。
ショパンは管弦楽の扱いが不得手であるといわれており、2曲のピアノ協奏曲でも管弦楽パートは批判の対象とされ（ただし、現在のものは他者が改編した可能性が高い）、20代前半に書いた『アンダンテ・スピアナートと華麗なる大ポロネーズ』に至っては管弦楽が和声の補強やオブリガードに終始するなど完全に色褪せており、これを最後に管弦楽付きの作品の作曲をやめている。そうした中でこの曲だけは例外であり、管弦楽パートは色彩的でどの作品よりも上手く書けていると評価されている。特に、幻想的な導入部をアルフレッド・コルトーは絶賛したといわれている。

## 編成
- フルート2
- オーボエ2
- クラリネット2
- ファゴット2
- ホルン2
- トランペット2
- ティンパニ
- 独奏ピアノ
- 弦楽五部

## 楽曲構成
序奏はアンダンティーノ・クアジ・アレグレット、3/4拍子でマズルカの雰囲気を漂わせる。ホルンの空虚五度の和音に導かれてピアノがユニゾンで民族的な旋律を歌い、ロンド部への効果的な導入となっている。ピアノのカデンツァに続き、アレグロ・ノン・トロッポ、2/4拍子のロンドに入る。弦楽器がクラコヴィアクのリズムを出し、ロンド主題が現れる。それは登場するたびに華麗に変奏されていく。時折挟まれる管弦楽の合いの手は、バロック音楽におけるリトルネロを思わせる。ロンドはこの主題と、ユニゾンで現れるエピソード主題を持ち、この2つの主題を軸に、ピアノのアルペジョの間を縫って木管楽器が魅力的な旋律を掛け合いながら進行していき、色彩的な魅力に溢れている。最後はロンド主題を基にしたコーダで華やかに締めくくられる。